# Velja Međa
Velja Međa je naseljeno mjesto u općini Ravno, Federacija Bosne i Hercegovine, BiH.

## Zemljopis
Nalazi se desetak kilometara entitetske granice s Republikom Srpskom i petnaestak kilometara od državne granice s Republikom Hrvatskom. Sjeverno teče rijeka Trebišnjica. 

## Povijest
Selo Velja Međa (Velia Megia) spominje se 1434. godine, kada su Radivoj Obradović iz Bančića, Boljeta Novaković i Vladimir Lugojević optuženi za krađu šest krava i 18 perpera. U selu se nalazi srednjovjekovna katolička crkva sv. Ivana Evanđelista, koja se u povijesnim vrelima spominje 1622. godine. U selu u posljednjih 300 godina žive isključivo katolici; također, nekoć su u selu bili i pravoslavci i muslimani o čemu svjedoče njihova groblja te podatci iz 17. stoljeća po kojima su crkvu u Veljoj Međi „preuzeli šizmatici”.
Godine 1629. posjetio je Donju Hercegovinu biskup fra Dominik Andrijašević. Prigodom posjeta Donjoj Hercegovini, zabilježio je župe u Popovu polju i među njima župu Velja Međa i Hrasno u kojoj su crkva, 90 katoličkih i dosta pravoslavnih obitelji.
Austro-Ugarska je pri gradnji uskotračne željezničke pruge Gabela - Zelenika izgradila željezničku postaju u Veljoj Međi. Pruga je u Velju Među dolazila iz Turkovića, a vodila u Ravno.

## Stanovništvo

### 1991.
Nacionalni sastav stanovništva 1991. godine, bio je sljedeći:
ukupno: 77
- Hrvati - 77

### 2013.
Nacionalni sastav stanovništva 2013. godine, bio je sljedeći:
ukupno: 203
- Hrvati - 203

### Članci
- Vidović, Domagoj. 2010. Pregled toponimije jugozapadnoga dijela Popova. Folia onomastica Croatica. Zavod za lingvistička istraživanja HAZU. Zagreb.  (19): 283–340